# 1900 w sztukach plastycznych
Wydarzenia w sztukach plastycznych i wizualnych w 1900 roku.

## Wydarzenia
- W Els Quatre Gats w Barcelonie odbyła się pierwsza indywidualna wystawa Pabla Picassa[1].

## Malarstwo

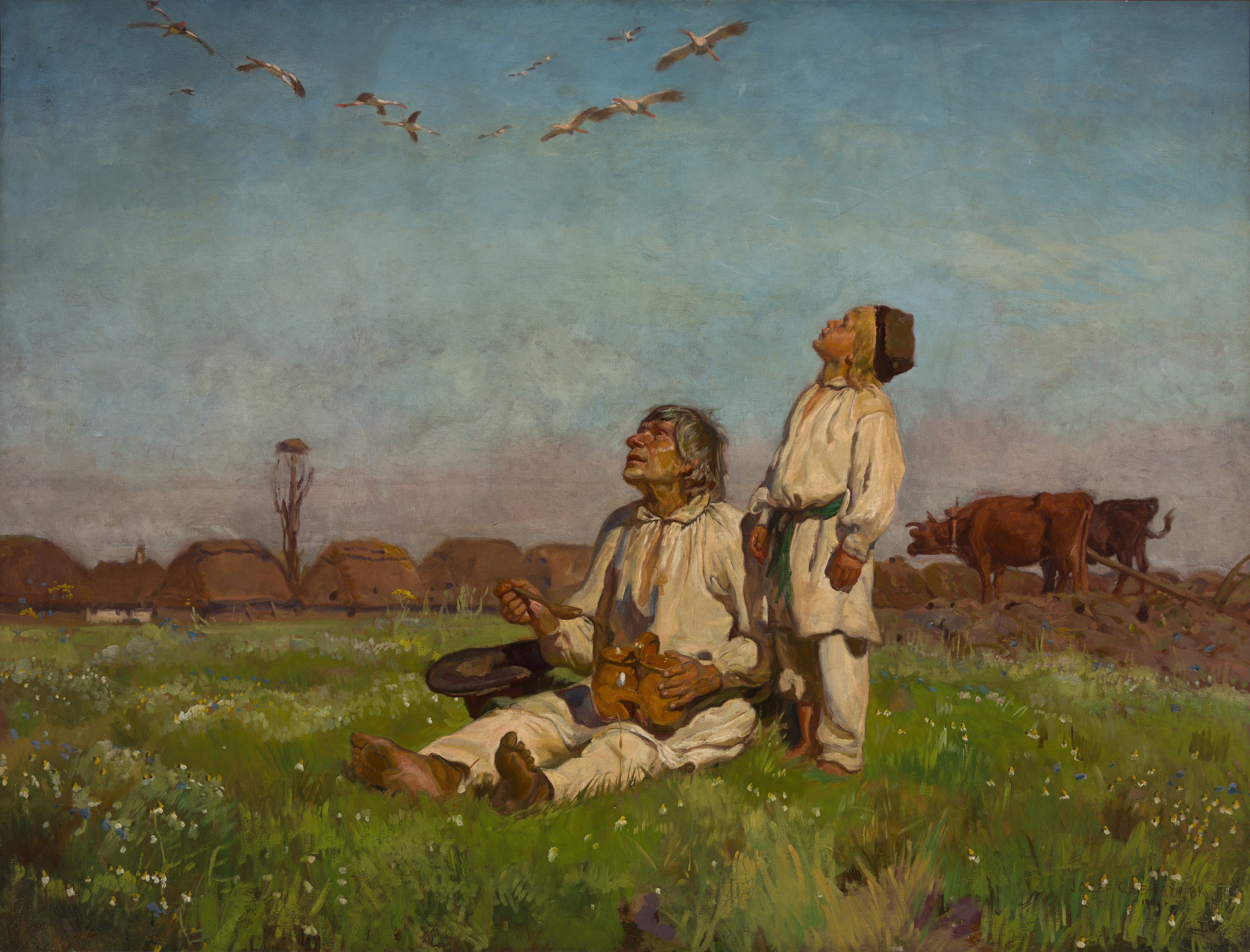
Józef Chełmoński Bociany

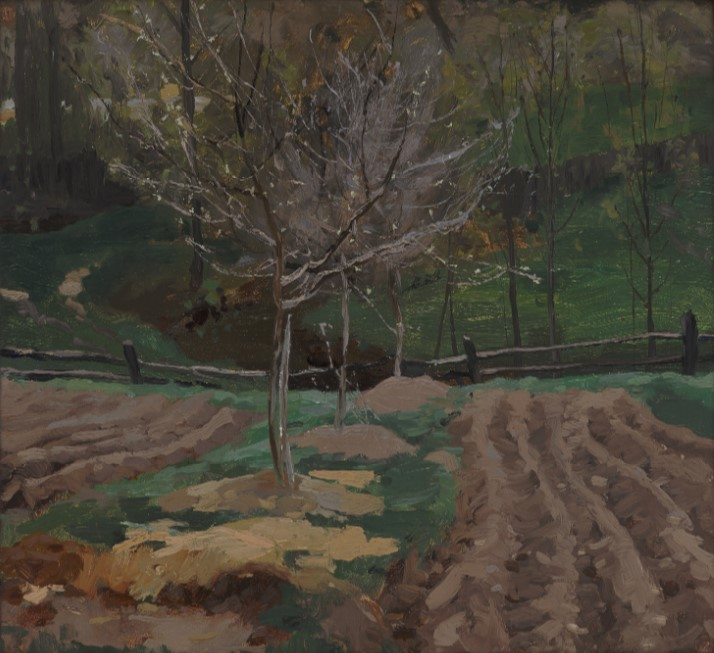
Ferdynand Ruszczyc Przedwiośnie

- Claude Monet

cykl Lilie wodne (1899-1900)
- Edgar Degas

Czesząca się (1896-1900)
- Julian Fałat

Portret Antoniego Wodzickiego – akwarela na papierze, 99x44 cm
- Ferdynand Ruszczyc

Przedwiośnie – olej na płótnie, 41,5×44,8 cm
- James McNeill Whistler

Matka w perłach i srebrze: Andaluzyjka (1888-1900)
- Józef Chełmoński

Bociany – olej na płótnie, 150,7x198,3 cm
- Leon Wyczółkowski

Autoportret (ok. 1900) – olej na płótnie, 156x95,5 cm
- Józef Rapacki

Autoportret z profilu – olej na płótnie, 46,0×37,5 cm

## Urodzeni
- 5 stycznia – Yves Tanguy (zm. 1955), amerykański malarz
- 19 lipca – Arno Breker (zm. 1991), niemiecki rzeźbiarz
- 16 października – Primo Conti (zm. 1988), włoski malarz
- 15 listopada – Beatrice Lazzari (zm. 1981), włoska malarka
- 20 listopada – Chester Gould (zm. 1985), amerykański twórca komiksów
- 16 grudnia – Mia Todorović (zm. 1981), bośniacka malarka i rysowniczka serbskiego pochodzenia

## Zmarli
- 20 stycznia – John Ruskin (ur. 1819), angielski krytyk sztuki
- 3 lutego – William Stanley Haseltine (ur. 1835), amerykański malarz
- 7 kwietnia – Frederic Edwin Church (ur. 1826), amerykański malarz
- 20 kwietnia – Alexandre Falguière (ur. 1831), francuski rzeźbiarz i malarz
- 1 maja – Mihály Munkácsy (ur. 1844), węgierski malarz
- 5 maja – Iwan Ajwazowski (ur. 1817), rosyjski malarz
- 22 lipca – Isaak Lewitan (ur. 1860), rosyjski malarz
- 17 sierpnia – Thomas Faed (ur. 1826), szkocki malarz
- 11 listopada – Hector Leroux (ur. 1829), francuski malarz